# Uniwersytet w Ibadanie

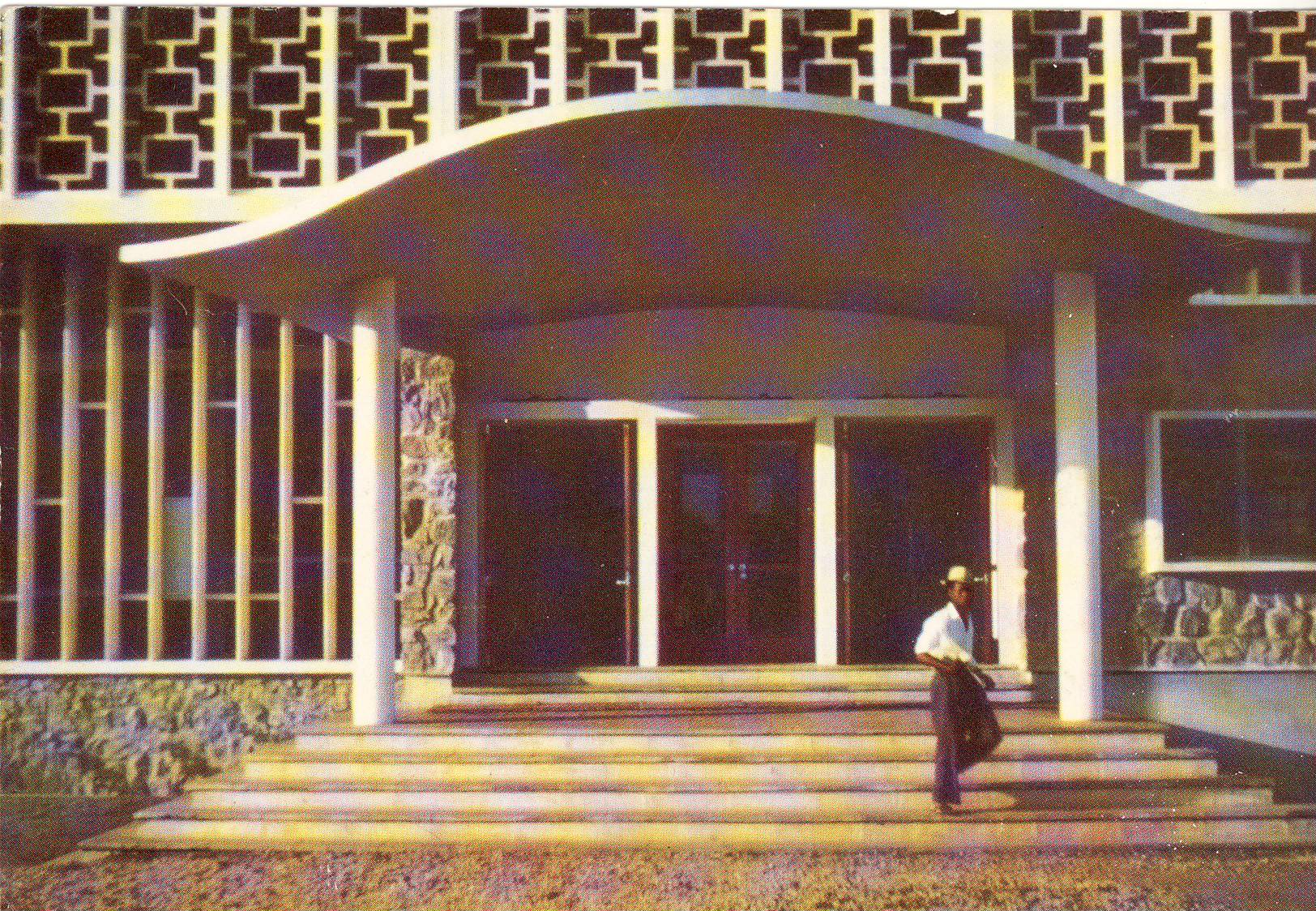
Kenneth Onwuka Dike Library, Uniwersytet w Ibadanie

Uniwersytet w Ibadanie (ang. University of Ibadan) – nigeryjski uniwersytet w Ibadanie, znajdujący się około 8 kilometrów od centrum miasta. Jest to najstarszy uniwersytet w Nigerii.

## Historia

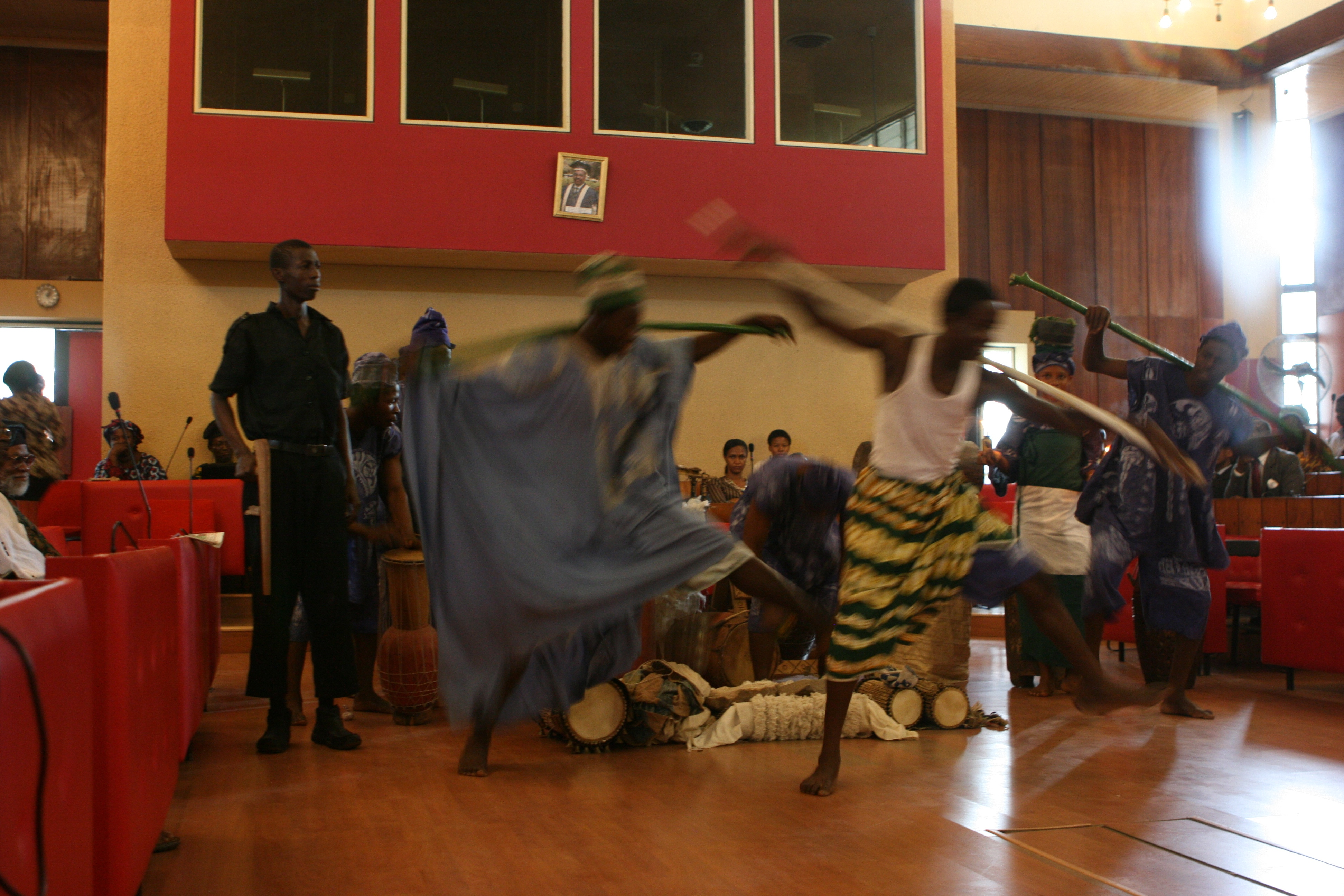
Tancerze w trakcie uroczystości na kampusie

Uniwersytet został założony 17 listopada 1948 na ziemi wydzierżawionej władzom kolonialnym przez wodzów Ibadanu na 999 lat. Działalność uczelni inaugurował sekretarz stanu do spraw kolonii, Arthur Creech Jones, zaś pierwsi studenci rozpoczęli nauki w styczniu następnego roku. Początkowo Uniwersytet w Ibadanie był niezależnym, zewnętrznym kolegium Uniwersytetu Londyńskiego, noszącym nazwę University College, Ibadan. Wiele z pierwszych budynków zostało zaprojektowanych przez angielskich architektów Maxwella Frya i Jane Drew. W 1957 roku dobudowano liczący 500 łóżek szpital. W 1962 roku Uniwersytet w Ibadanie stał się niezależnym uniwersytetem.
W 1963 Abubakar Tafawa Balewa, pierwszy premier niepodległej Nigerii, został pierwszym rektorem uniwersytetu, zaś jego zastępcą profesor Kenneth Dike, imieniem którego nazwano bibliotekę. Poza college'em medycznym w owym czasie funkcjonowało dziesięć innych wydziałów: humanistyczny, nauk ścisłych, rolniczy i leśny, nauk socjalnych, edukacji, weterynarii, technologii, prawa oraz zdrowia publicznego i dentystyki.

## Władze
W 2010 funkcje sprawowali:
| Imię i nazwisko                  | Pozycja                              |
| -------------------------------- | ------------------------------------ |
| Szef Wole Olanipekun (SAN)       | Prorektor                            |
| Profesor Olufemi Bamiro          | Wicerektor                           |
| Profesor Elijah Afolabi Bamgboye | Zastępca wicerektora (administracja) |
| Profesor Adigun A.B. Agbaje      | Zastępca wicerektora (akademicki)    |
| Omotayo O. Ikotun                | registrar                            |
| Ibrahim O. Aponmade              | bursar                               |
| Dr Benedict A. Oladele           | Bibliotekarz                         |

## Wydziały
- Rolnictwa i leśnictwa
- Humanistyczny
- Nauk medycznych
- Nauk klinicznych
- Stomatologiczny
- Edukacji
- Prawa
- Farmacji
- Zdrowia publicznego
- Nauk ścisłych
- Nauk socjalnych
- Technologii
- Weterynarii
- Inżynierii mechanicznej

## Znani absolwenci
- Chinua Achebe, autor Wszystko rozpada się[5][6]
- Emeka Anyaoku, były sekretarz generalny Wspólnoty Narodów[7]
- J.P. Clark[5][6][8]
- Amadi Ikwechegh[9]
- Christopher Okigbo[5][6][10]
- Gamaliel Onosode[11]
- Wole Soyinka, zdobywca literackiego Nobla z 1986 roku[5][6]
- Martin I Uhomoibhi[12]
- Farida Mzamber Waziri[13]
- Niyi Osundare[14]
- Jacob Ade Ajayi[15]
- Kole Omotosho[16]
- Abiola Irele[17]
- Elechi Amadi[5][6]

## Źródła dodatkowe
- Tekena Tamuno: Ibadan Voices: Ibadan University in Transition. Ibadan University Press, 1981. ISBN 978-9781211096. Brak numerów stron w książce